# فاتيما ليفا
فاتيما ليفا (بالإسبانية: Fátima Leyva) هي لاعبة كرة قدم مكسيكية، ولدت في 14 فبراير 1980 في مدينة مكسيكو في المكسيك. شاركت مع منتخب المكسيك لكرة القدم للسيدات. أما مع النوادي، فقد لعبت مع FC Zorky Krasnogorsk (women) ‏.

## وصلات خارجية
- فاتيما ليفا على موقع الاتحاد الدولي (مؤرشف)  (الإنجليزية)
- فاتيما ليفا على موقع قاعدة بيانات كرة القدم.إي يو (الإنجليزية)
- فاتيما ليفا على موقع Soccerway.com (الإنجليزية)
- فاتيما ليفا على موقع عالم كرة القدم.نت (الإنجليزية)
- فاتيما ليفا على موقع اللجنة الأولمبية الدولية (الإنجليزية)
- فاتيما ليفا على موقع أوليمبيديا (الإنجليزية)